# Behind Silence and Solitude
Behind Silence and Solitude – pierwszy album studyjny amerykańskiej grupy muzycznej All That Remains.

## Lista utworów
1. "Behind Silence and Solitude" – 4:19
2. "From These Wounds" – 4:35
3. "Follow" – 4:02
4. "Clarity" – 5:37
5. "Erase" – 6:14
6. "Shading" – 3:51
7. "Home to Me" – 6:46
8. "One Belief" – 4:30

## Twórcy
- Philip Labonte – śpiew
- Oli Herbert – gitara
- Chris Bartlett – gitara
- Dan Egan – gitara basowa
- Michael Bartlett – perkusja

Projekt okładki przygotował Mike D'Antonio (basista grupy Killswitch Engage).